# Planeta sauna
Um planeta sauna (do inglês sauna planet), ou, mais corretamente, um planeta de vapor (steam planet) é um planeta do tipo planeta oceânico quente o suficiente para ter uma espessa atmosfera de vapor.
Para planetas quentes suficientemente maciços, uma camada de água em forma supercrítico pode existir. Este estado ocorrerá se a água está a uma temperatura superior a 374 kelvins (101 °C) e com uma pressão de mais de 218 bares (o reinado de pressão, na Terra, é há cerca de 2,1 quilômetros de profundidade sob o nível do mar).